# Thelocactus
Thelocactus és una planta suculenta de la família dels cactus. Són originals de les terres àrides del centre i del nord de Mèxic i de l'altre costat de Río Bravo en Texas. Thelocactus té forma de globus, curt i cilíndric. És un petit cactus que té 15 cm d'altura, encara que hi ha dues espècies que aconsegueixen els 25 cm. Són solitaris però en algunes espècies s'agrupen en raïms. Les costelles estan clarament marcades i de vegades es torcen en espiral. Poden tenir de 8 a 20 costelles, són baixos i normalment marcats els tubercles aixecats, angulars o hexagonals. Aquests tubercles són de vegades difícils de distingir. Les arèoles es presenten en un solc directament on creixen les espines dorsals i pot haver-hi fins a 20 espines radials. Les espines poden se de color blanc, gris, groc o vermell-marró. Les flors, diürnes, creixen de les noves arèoles formant embuts de fins a 7,5 cm de diàmetre. Els fruits són petits.

## Taxonomia
- Thelocactus argenteus
- Thelocactus bicolor
- Thelocactus conothelos
- Thelocactus graciae
- Thelocactus hastifer
- Thelocactus heterochromus
- Thelocactus hexaedrophorus
- Thelocactus lausseri
- Thelocactus leucacanthus
- Thelocactus macdowellii
- Thelocactus nidulans
- Thelocactus rinconensis
- Thelocactus setispinus
- Thelocactus tulensis